# Ryszard Tarasiewicz
Ryszard Jerzy Tarasiewicz (Wrocław, 27 april 1962) is een voormalig betaald voetballer uit Polen. Hij speelde als (aanvallende) middenvelder gedurende zijn carrière, en werd in 1989 uitgeroepen tot Pools voetballer van het jaar. Na zijn actieve carrière stapte hij het trainersvak in. Tarasiewicz is actief als de hoofdtrainer van Warta Poznań.

## Clubcarrière
Na tien seizoenen in Polen te hebben gespeeld bij Śląsk Wrocław, verkaste Tarasiewicz in 1989 naar Neuchâtel Xamax FC. Al gedurende zijn eerste seizoen (1989-1990) vertrok hij naar Frankrijk, waar hij speelde voor achtereenvolgens AS Nancy, RC Lens en Besançon RC.

## Interlandcarrière
Tarasiewicz speelde 58 interlands voor de Poolse nationale ploeg, waarin hij negen keer scoorde. Hij maakte zijn debuut op 29 augustus 1984 tegen Noorwegen (1-1), net als collega-middenvelder Jan Karaś. Hij nam als debutant het enige doelpunt van de Polen voor zijn rekening in het vriendschappelijke duel in Drammen.
Tarasiewicz maakte als speler van Śląsk Wrocław deel uit van de Poolse selectie, die deelnam aan de WK-eindronde 1986 in Mexico. Daar kwam hij eenmaal in actie. Zijn 58ste en laatste interland speelde hij op 16 oktober 1991, toen Polen in Poznan met 3-3 gelijkspeelde tegen Ierland en Tarasiewicz voor de vierde keer op rij de Poolse aanvoerdersband droeg.
| Interlanddoelpunten | Interlanddoelpunten | Interlanddoelpunten | Interlanddoelpunten       | Interlanddoelpunten | Interlanddoelpunten | Interlanddoelpunten | Interlanddoelpunten |
| #                   | Datum               | Locatie             | Wedstrijd                 | Goal(s)             | Score               | Uitslag             | Wedstrijd           |
| ------------------- | ------------------- | ------------------- | ------------------------- | ------------------- | ------------------- | ------------------- | ------------------- |
| 1                   | 29/08/1984          | Drammen             | Noorwegen – Polen         | 48'                 | 0 – 1               | 1 – 1               | Oefenduel           |
| 2                   | 07/10/1986          | Bydgoszcz           | Polen – Noord-Korea       | 30'                 | 1 – 0               | 2 – 2               | Oefenduel           |
| 3                   | 23/09/1987          | Warschau            | Polen – Hongarije         | 58'                 | 2 – 1               | 3 – 2               | EK-kwalificatie     |
| 4                   | 27/10/1987          | Bratislava          | Tsjecho-Slowakije – Polen | 61'                 | 2 – 1               | 3 – 1               | Oefenduel           |
| 5                   | 15/07/1988          | Toronto             | Canada – Polen            | 63'                 | 0 – 2               | 1 – 2               | Oefenduel           |
| 6                   | 12/04/1989          | Warschau            | Polen – Roemenië          | 58'                 | 2 – 1               | 2 – 1               | Oefenduel           |
| 7                   | 15/07/1989          | Stockholm           | Zweden – Polen            | 87'                 | 1 – 1               | 2 – 1               | WK-kwalificatie     |
| 8                   | 15/11/1989          | Tirana              | Albanië – Polen           | 45'                 | 0 – 1               | 1 – 2               | WK-kwalificatie     |
| 9                   | 17/04/1991          | Warschau            | Polen – Turkije           | 74'                 | 1 – 0               | 3 – 0               | EK-kwalificatie     |

## Erelijst
Zawisza Bydgoszcz
- Pools bekerwinnaar

2013/14
- I liga

2012/13
 Śląsk Wrocław
- Pools bekerwinnaar

1987
- Poolse Supercup

1987
- Pools voetballer van het jaar

1989